# Bogveti
Bogveti (en georgiano: ბოგვეთი; en abjasio: Боквеҭи) es una aldea que pertenece a la parcialmente reconocida República de Abjasia, dentro del distrito de Gali, aunque de iure es parte del municipio de Gali de la República Autónoma de Abjasia de Georgia.

## Geografía
Bogveti está en la margen izquierda del río Kiri en la llanura de Samurzajano, a 18 km de Gali. Las aldea se administra desde el pueblo de Kvemo Barguebi. 